# Vithkuq
Vithkuq è una frazione del comune di Coriza in Albania (prefettura di Coriza)
Fino alla riforma amministrativa del 2015 era comune autonomo, dopo la riforma è stato accorpato, insieme agli ex-comuni di Coriza, Drenovë, Lekas, Mollaj, Qendër Bulgarec, Voskop e Voskopoja a costituire la municipalità di Coriza.

## Località
Il comune era formato dall'insieme delle seguenti località:
- Vithkuq
- Leshnje
- Gjanc
- Lubonje
- Rehove
- Roshanj
- Trebicke
- Grabocke
- Treske
- Stratoberdh
- Panarit
- Shtylle
- Cemeric